# Junction (Utah)
Junction város az USA Piute megyében, melynek megyeszékhelye is. Lakosainak száma 212 fő (2020. április 1.).

## Népesség
A település népességének változása:

| 2010 | 191 |
| 2020 | 212 |